# 7003 Zoyamironova
7003 Zoyamironova este un asteroid din centura principală, descoperit pe 25 septembrie 1976, de Nikolai Cernîh.